# ماكس برنشتاين
ماكس برنشتاين (بالألمانية: Max Bernstein)‏ (و. 1854 – 1925 م) هو مؤلف، وشاعر قانوني ‏، وكاتب، ومحامي ألماني، ولد في فورث، توفي في ميونخ، عن عمر يناهز 71 عاماً.